# Joaquim de Almeida Tavares do Canto
Joaquim de Almeida Tavares do Canto (Angra, 31 de março de 1790 — Angra do Heroísmo, 10 de março de 1855) foi um fidalgo português, morgado da Casa de Posto Santo e Cavaleiro da Casa Real.

## Biografia
No contexto da Guerra Civil Portuguesa (1828-1834), foi um dos mais célebres líderes da causa realista (miguelista) na Ilha Terceira, nos Açores. Por toda a ilha organizou operações de guerrilha e ataques-surpresa, tendo comandado milícias no Combate do Pico do Seleiro (4 de Outubro de 1828), após o qual retornou à guerrilha.
Segundo a tradição, montava uma égua ferrada às avessas, para despistar os seus perseguidores. É fato que a sua ousadia valeu-lhe uma perseguição encarniçada por parte dos liberais, que lhe puseram a cabeça a prémio, arrasando propriedades, armando emboscadas e confiscando a sua casa na rua da Sé, em Angra, nela instalando a Pagadoria Geral.